# لوسي كوفنغتون
لوسي كوفنغتون (بالإنجليزية: Lucy Covington)‏ هي ناشِطة أمريكية، ولدت في 24 نوفمبر 1910، وتوفيت في 20 سبتمبر 1982 في نيسبليم في الولايات المتحدة بسبب تليف رئوي.